# Njabulo Ngcobo
Njabulo Ngcobo (Folweni, 27 maggio 1994) è un calciatore sudafricano, difensore del Sekhukhune United.

## Statistiche

### Cronologia presenze e reti in nazionale
| Cronologia completa delle presenze e delle reti in nazionale ― Sudafrica | Cronologia completa delle presenze e delle reti in nazionale ― Sudafrica | Cronologia completa delle presenze e delle reti in nazionale ― Sudafrica | Cronologia completa delle presenze e delle reti in nazionale ― Sudafrica | Cronologia completa delle presenze e delle reti in nazionale ― Sudafrica | Cronologia completa delle presenze e delle reti in nazionale ― Sudafrica | Cronologia completa delle presenze e delle reti in nazionale ― Sudafrica | Cronologia completa delle presenze e delle reti in nazionale ― Sudafrica |
| Data                                                                     | Città                                                                    | In casa                                                                  | Risultato                                                                | Ospiti                                                                   | Competizione                                                             | Reti                                                                     | Note                                                                     |
| ------------------------------------------------------------------------ | ------------------------------------------------------------------------ | ------------------------------------------------------------------------ | ------------------------------------------------------------------------ | ------------------------------------------------------------------------ | ------------------------------------------------------------------------ | ------------------------------------------------------------------------ | ------------------------------------------------------------------------ |
| 13-7-2021                                                                | Port Elizabeth                                                           | Sudafrica                                                                | 4 – 0                                                                    | Lesotho                                                                  | COSAFA Cup 2021 - 1º turno                                               | -                                                                        | 74’                                                                      |
| 14-7-2021                                                                | Port Elizabeth                                                           | Sudafrica                                                                | 0 – 0                                                                    | Zambia                                                                   | COSAFA Cup 2021 - 1º turno                                               | -                                                                        |                                                                          |
| 16-7-2021                                                                | Port Elizabeth                                                           | Sudafrica                                                                | 3 – 0                                                                    | Mozambico                                                                | COSAFA Cup 2021 - Semifinale                                             | 1                                                                        | 62’                                                                      |
| 18-7-2021                                                                | Port Elizabeth                                                           | Sudafrica                                                                | 0 – 0 (5 – 4 dtr)                                                        | Senegal                                                                  | COSAFA Cup 2021 - Finale                                                 | -                                                                        |                                                                          |
| 6-9-2021                                                                 | Durban                                                                   | Sudafrica                                                                | 1 – 0                                                                    | Ghana                                                                    | Qual. Mondiali 2022                                                      | -                                                                        | 77’                                                                      |
| 12-10-2021                                                               | Durban                                                                   | Sudafrica                                                                | 1 – 0                                                                    | Etiopia                                                                  | Qual. Mondiali 2022                                                      | -                                                                        |                                                                          |
| 11-11-2021                                                               | Durban                                                                   | Sudafrica                                                                | 1 – 0                                                                    | Zimbabwe                                                                 | Qual. Mondiali 2022                                                      | -                                                                        |                                                                          |
| Totale                                                                   |                                                                          | Presenze                                                                 | 7                                                                        |                                                                          | Reti                                                                     | 1                                                                        |                                                                          |

## Palmarès

### Nazionale
- Coppa COSAFA: 1

Sudafrica 2021